# Дыбовский, Бенедикт Иванович
Бенеди́кт (Венеди́кт) Ива́нович Дыбо́вский (имя при рождении — Бенедикт Тадеуш Дыбовский, бел. Бенедыкт Іванавіч Дыбоўскі, пол. Benedykt Tadeusz Dybowski; 30 сентября 1833, имение Адамарин у деревни Дуброво Минского уезда — 31 января 1930, Львов) — белорусский, польский и российский географ, зоолог, медик, лингвист, общественный деятель. Иностранный член-корреспондент Академии наук СССР, внёсший значительный вклад в изучение Сибири и Дальнего Востока России. Старший брат Владислава Дыбовского.

## Биография
Бенедикт Тадеуш Дыбовский родился 30 сентября 1833 года в имении Адамарын у деревни Дуброво Минском уезде Минской губернии. Изучал медицину и естественные науки в Дерпте, Бреславле и Берлине, где и получил в 1860 году степень доктора медицины. С 1862 года экстраординарный профессор зоологии и палеонтологии в Варшавском университете.
Во время Польского восстания 1863 года Дыбовский был комиссаром правительства повстанцев в Белоруссии и Литве. После подавления восстания был приговорён к повешению, которое в результате активной кампании в его защиту со стороны германских зоологов и посредничеству Бисмарка было заменено на 12 лет ссылки в Сибирь. Там он совместно с Виктором Годлевским исследовал озеро Байкал, реку Амур и обогатил зоологию целым рядом новых открытий. Благодаря усилиям Петербургской Академии наук Дыбовский в 1877 году вернулся на родину, но вскоре, желая изучить Камчатку, взял место окружного врача в Петропавловске-Камчатском. В частности, он подробно изучал природу Командорских островов.

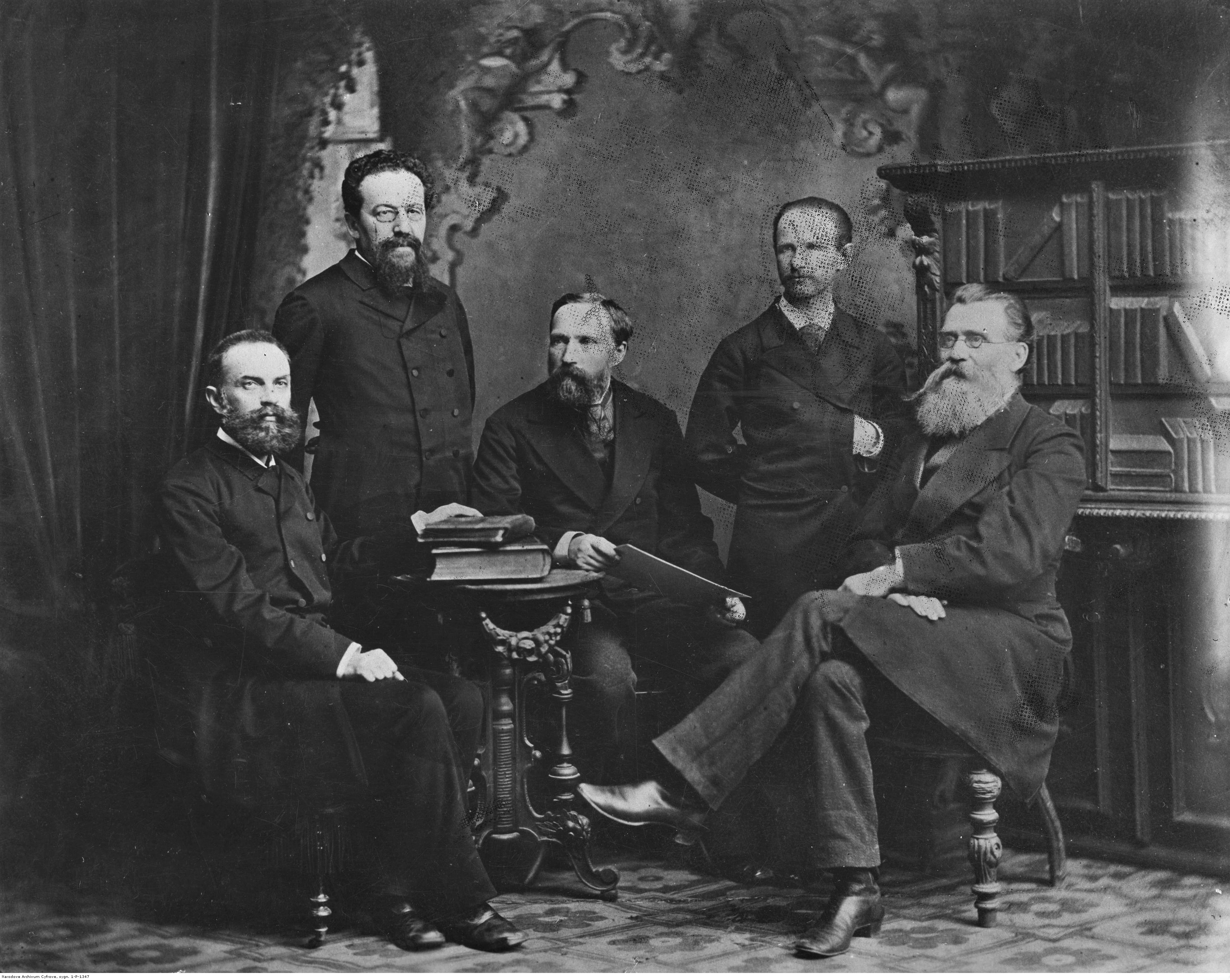
Дыбовский с товарищами по ссылке в Иркутске. Слева направо: Марьян Дубецкий, Генрих Воль, Бенедикт Дыбовский, Феликс Зенкович, Леон Домбровский.

В 1883 году эмигрировал во Львов, который находился под властью Австро-Венгрии, где преподавал в университете. Стал руководителем кафедры зоологии Львовского университета, создал зоологический музей. В 1906 году Дыбовский вынужден был уйти на пенсию из-за конфликта с руководством университета, вызванным его приверженностью теории Дарвина. Переехал к сестре в родовое имение на территории Российской империи в Белоруссии.
С началом Первой мировой войны был арестован как австрийский подданный и сослан в Иркутск. По прибытии на место местные власти отказались его принять и распорядились об его этапировании в Якутию. От якутской ссылки престарелого учёного спасли усилия Петербургской Академии наук и Императорского Русского Географического Общества. Он вернулся обратно в имение. С занятием этой части Белоруссии немецкими войсками Дыбовский получил позволение оккупационных властей выехать во Львов. Там он встретил конец войны и образование польского независимого государства.
В 1927 году Дыбовский описал небольшое ракообразное животное из отряда бокоплавов, обитающее в озере Байкал, и дал ему научное название Gammaracanthuskytodermogammarus loricatobaicalensis, которое, состоя из 50 букв латинского алфавита, стало самым длинным из предложенных когда-либо названий для организма.
Кроме этого вида Дыбовский описал ряд других ракообразных этого озера, в том числе:
- Crassocornoechinogammarus crassicornis
- Parapallaseakytodermogammarus abyssalis
- Zienkowiczikytodermogammarus zienkowiczi
- Toxophthalmoechinogammarus toxophthalmus
- Rhodophthalmokytodermogammarus cinnamomeus

Однако все эти названия были признаны Международным кодексом зоологической номенклатуры недействительными.
14 января 1928 года был избран членом-корреспондентом Академии наук СССР.
Бенедикт Дыбовский умер 31 января 1930 года в городе Львове и был похоронен на Лычаковском кладбище в некрополе повстанцев 1863 года.
Его многочисленные статьи по зоологии напечатаны в русских, польских и немецких журналах, всего 175 научных трудов; составленные им словари изданы Польской академией знаний в 5 томах.

## Память
Именем Дыбовского в Иркутске названа улица. В Петропавловске-Камчатском по инициативе путешественника Яцека Палкевича установлена мемориальная доска.
В Дуброво в честь Б. Дыбовского на здании средней школы установлена мемориальная доска.

## Эпонимы
- Голый осман (Gymnodiptychus dybowskii)
- Корейская лягушка (Rana dybowskii)
- Рогач Дыбовского (Lucanus dybowskyi)
- Малая голомянка (Comephorus dybowski)